# Двор (община Жужемберк)
Вижте пояснителната страница за други значения на Двор.
Двор (на словенски: Dvor) е село в Словения, регион Югоизточна Словения, община Жужемберк. Според Националната статистическа служба на Република Словения през 2015 г. селото има 409 жители.